# Mysra
Myussera (en géorgien : მიუსერა; en abkhaze : Мысра ; en russe : Мюссера, Mioussera) est une commune rurale d'Abkhazie, république séparatiste de la Géorgie, au bord de la mer Noire. C'est une station balnéaire prisée des touristes russes. 
La station est située dans le raïon de Goudaouta, à 8 km au sud de Pitsounda. Elle est accessible de l'autoroute Novorossiisk – Batoum, qui passe à 15 km, et de la ligne de chemin de fer Sotchi – Soukhoumi. Non loin se trouvent le bourg de Lykhny et le Nouvel Athos.
Staline et Gorbatchev y avaient leur résidence d'été.